# Bernhard Walthard
Bernhard Walthard (* 29. Mai 1897 in Bern; † 12. Mai 1992) war ein Schweizer Pathologe.

## Leben
Walthard, Sohn des Gynäkologen Max Walthard, studierte in Genf, Zürich, Hamburg und Berlin. 1922 wurde er an der Universität Bern mit der Schrift Funktionsprüfungen der Leber in Graviditate sub partu, im Wochenbett und bei Eklampsie promoviert. Ab 1928 war er als Prosektor tätig. Er wurde 1932 Privatdozent, 1940 ausserordentlicher und 1946 ordentlicher Professor in Bern. Er leitete als Nachfolger Carl Wegelins das Pathologische Universitätsinstitut Bern von 1946 bis 1963. Zu seinen wissenschaftlichen Interessen zählten Malignome und der Stoffwechsel der Schilddrüse.